# Édgar Ramírez

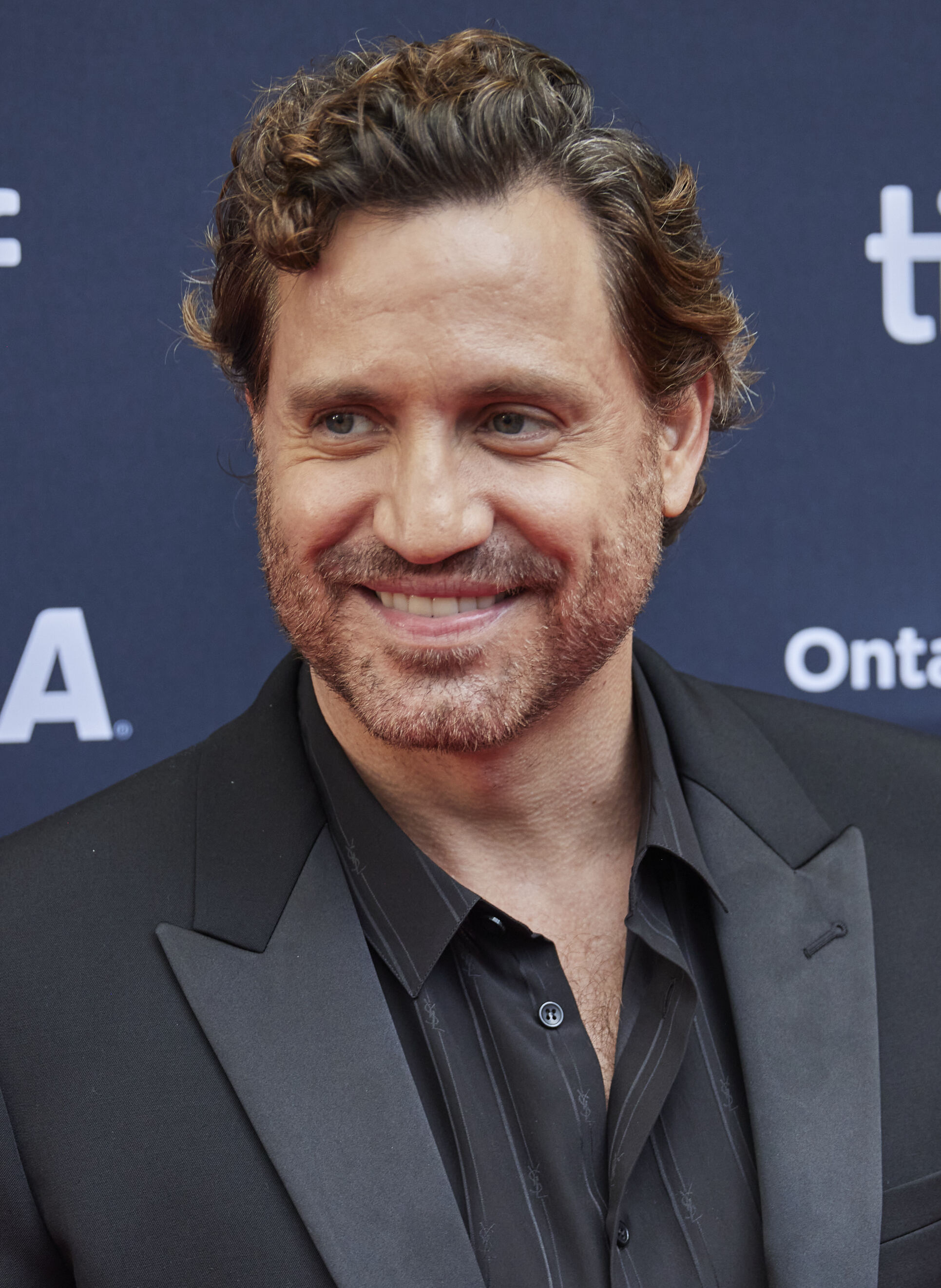
Édgar Ramírez (2024)

Édgar Ramírez (* 25. März 1977 in San Cristóbal) ist ein venezolanischer Schauspieler.

## Leben
Édgar Ramírez begann 1993 seine Schauspiellaufbahn mit einer kleinen Rolle im Film ¡Aquí espaantan! Danach spielte er in verschiedenen venezolanischen Filmen und Fernsehserien. 2004 agierte Ramírez im mehrfach ausgezeichneten Film Punto y raya. 2005 erschien er neben Keira Knightley und Mickey Rourke in Domino. Im Actionfilm Das Bourne Ultimatum verkörperte Ramírez 2007 den Auftragskiller Paz, der die Hauptfigur Jason Bourne (verkörpert durch Matt Damon) töten soll. Édgar Ramírez spielte 2008 im Film 8 Blickwinkel den Terroristen Javier, der den Präsidenten der Vereinigten Staaten in Gefangenschaft genommen hat. 
Den internationalen Durchbruch verschaffte Ramírez 2010 die Titelrolle in Olivier Assayas’ Fernsehmehrteiler Carlos – Der Schakal, der in Deutschland auch in den Kinoverleih kam. Seine Darstellung des Terroristen Ilich Ramírez Sánchez, genannt Carlos, brachte ihm unter anderem einen César und Nominierungen für den Golden Globe Award, London Critics’ Circle Film Award, Screen Actors Guild Award ein. Im 2020 erschienenen Film The Last Days of American Crime porträtiert er in der Hauptrolle Graham Bricke.
Ramírez spricht fließend Spanisch, Englisch, Deutsch, Französisch und Italienisch.
2017 wurde er in die Academy of Motion Picture Arts and Sciences (AMPAS) aufgenommen, die jährlich die Oscars vergibt. Bei den im Mai 2022 stattfindenden Internationalen Filmfestspiele von Cannes ist er eines der Jurymitglieder der Sektion Un Certain Regard.

## Filmografie (Auswahl)
- 2002: Nudo, El
- 2003: Yotama se va volando
- 2004: Punto y raya
- 2005: Domino
- 2006: Elipsis

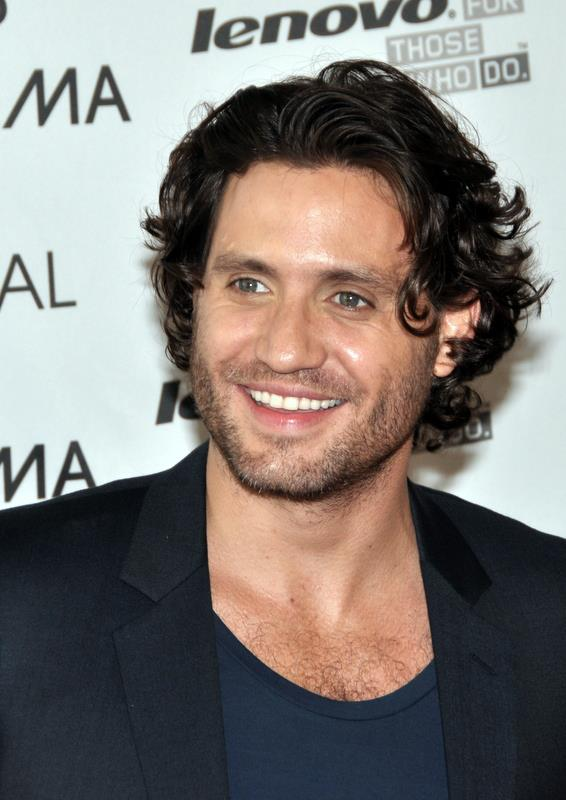
Édgar Ramírez (2012)

- 2007: Das Bourne Ultimatum (The Bourne Ultimatum)
- 2008: 8 Blickwinkel (Vantage Point)
- 2008: Che – Guerrilla (Che: Part Two)
- 2010: Carlos – Der Schakal (Carlos)
- 2012: Zorn der Titanen (Wrath of the Titans)
- 2012: Zero Dark Thirty
- 2013: The Counselor
- 2013: Libertador
- 2014: Erlöse uns von dem Bösen (Deliver Us from Evil)
- 2015: Point Break
- 2015: Joy – Alles außer gewöhnlich (Joy)
- 2016: Girl on the Train (The Girl on the Train)
- 2016: Hands of Stone – Fäuste aus Stein (Hands of Stone)
- 2016: Gold – Gier hat eine neue Farbe (Gold)
- 2017: Bright
- 2018: Furlough
- 2018: American Crime Story (Fernsehserie)
- 2018: La quietud
- 2019: Wasp Network
- 2020: Resistance – Widerstand (Resistance)
- 2020: The Last Days of American Crime
- 2020: The Undoing (Miniserie)
- 2021: Yes Day
- 2021: Jungle Cruise
- 2022: The 355
- 2023: Florida Man
- 2024: Emilia Pérez
- 2024: Borderlands